# John Alden Carpenter

John Alden Carpenter, um 1920

John Alden Carpenter (* 28. Februar 1876 in Park Ridge, Illinois; † 26. April 1951 in Chicago) war ein US-amerikanischer Komponist.

## Leben
Carpenter stammte aus einem wohlhabenden Elternhaus und verbrachte seine Kindheit überwiegend in Chicago, wo er Klavierunterricht bei Amy Beach erhielt. Später studierte er Komposition bei John Knowles Paine an der Harvard University und machte dort 1897 seinen Abschluss.
Anschließend kehrte er nach Chicago zurück und arbeitete bei George B. Carpenter & Co., einem Schifffahrtsunternehmen, das sein Vater gegründet hatte; von 1909 bis 1936 stand er der Firma als Vizepräsident vor.
Er erweiterte seine musikalische Ausbildung bei Edward Elgar in Rom (1906) und bei Bernhard Ziehn in Chicago (1908–1912). Carpenter leitete eine Periode amerikanischer Programmmusik ein, in der versucht wurde, Eindrücke des Alltagslebens musikalisch wiederzugeben.
Als Komponist hatte er erste Erfolge mit Adventures in a Perambulator (1914). Mit dem Concertino for Piano and Orchestra (1917) und dem Ballett Krazy Kat: A Jazz Pantomime (1921/22), inspiriert von der gleichnamigen Comicfigur, näherte er sich dem Jazz an. Aufsehen erregte seine 1926 von Sergei Djagilew in Auftrag gegebene Ballettmusik Skyscrapers, die an der Metropolitan Opera uraufgeführt wurde – ein ebenfalls vom Jazz beeinflusstes Werk, das u. a. drei Saxophone, ein Tenor-Banjo und zwei regulierbare rote Ampellichter an den Vorhängen vorsah. Carpenter komponierte ferner Orchesterwerke, Kammermusik, Klavierstücke und Lieder.
1918 wurde er in die American Academy of Arts and Letters und 1933 in die American Academy of Arts and Sciences gewählt.

## Werke

### Orchesterwerke
- Adventures in a Perambulator (1914)
- Klavierkonzert (1915)
- Symphony Nr. 1 (1917)
- Krazy Kat: A Jazz Pantomime – Ballett (1921/22)
- Skyscrapers – Ballett (1926)
- Sea Drift (1933)
- Concerto for Violin and Orchestra (1937)
- Symphony Nr. 2 (1942)

## Kammermusik
- Sonata for Violin and Piano (1913)
- String Quartet (1927)
- Piano Quintet (1937)

## Klavierwerke
- Minuet und Twilight Reverie (1894)
- Piano Sonata in G minor (1897)
- Nocturne (1898)
- Two Piano Pieces (1915)
  - Polonaise Américaine
  - Impromptu
- Two Pieces for Piano (1918)
  - Little Dancer
  - Little Indian
- Tango Américain (1920)
- Diversions: Five Pieces for Piano (1923)
- Danza (1935)